# Пентародийтрититан
Пентародийтрититан — бинарное неорганическое соединение
родия и титана
с формулой Rh5Ti3,
кристаллы.

## Получение
- Сплавление стехиометрических количеств чистых веществ:

{\displaystyle {\mathsf {5Rh+3Ti\ {\xrightarrow {1650^{o}C}}\ Rh_{5}Ti_{3}}}}

## Физические свойства
Пентародийтрититан образует кристаллы
ромбической сингонии,
пространственная группа P bam,
параметры ячейки a = 0,536 нм, b = 1,042 нм, c = 0,408 нм, Z = 2,
структура типа пентародийтригермания Ge3Rh5
.
Соединение образуется по перитектической реакции при температуре 1650°C.